# Нова Аквитанија
Нова Аквитанија (фр. Nouvelle-Aquitaine) је административни регион француске који је формиран 1. јануара 2016. спајањем региона Аквитаније, Лимузена и Поату-Шаранта. Регион обухвата 84.061 2 и у њему живи 5.879.144 становника.
Највећи град и административни центар региона је град Бордо.